# Calliscelio bellus
Calliscelio bellus är en stekelart som först beskrevs av Alan Parkhurst Dodd 1913.  Calliscelio bellus ingår i släktet Calliscelio och familjen Scelionidae. Inga underarter finns listade.